# Miliano Jonathans
Miliano Jonathans (Arnhem, Países Bajos, 5 de abril de 2004) es un futbolista neerlandés que juega de delantero para el Football Club Utrecht de la Eredivisie.

## Trayectoria
Se incorporó a la cantera del S. B. V. Vitesse a la edad de 10 años. Debutó en la Eredivisie con el Vitesse el 24 de abril de 2022 en un partido contra el Willem II.
El 31 de agosto de 2022 firmó un nuevo contrato con el Vitesse hasta 2025.

## Vida personal
Tiene sangre indonesia por parte de su abuela paterna, que es de Depok, Provincia de Java Occidental.

## Estadísticas

### Clubes
Actualizado al último partido disputado el 29 de noviembre de 2024.
| Club                            | Div.          | Temporada     | Liga  | Liga  | Liga   | Copas nacionales | Copas nacionales | Copas nacionales | Copas internacionales | Copas internacionales | Copas internacionales | Total | Total | Total  |
| Club                            | Div.          | Temporada     | Part. | Goles | Asist. | Part.            | Goles            | Asist.           | Part.                 | Goles                 | Asist.                | Part. | Goles | Asist. |
| ------------------------------- | ------------- | ------------- | ----- | ----- | ------ | ---------------- | ---------------- | ---------------- | --------------------- | --------------------- | --------------------- | ----- | ----- | ------ |
| S. B. V. Vitesse · Países Bajos | 1.ª           | 2021-22       | 2     | 0     | 0      | 0                | 0                | 0                | ―                     | ―                     | ―                     | 2     | 0     | 0      |
| S. B. V. Vitesse · Países Bajos | 1.ª           | 2022-23       | 12    | 0     | 0      | 0                | 0                | 0                | ―                     | ―                     | ―                     | 12    | 0     | 0      |
| S. B. V. Vitesse · Países Bajos | 1.ª           | 2023-24       | 6     | 0     | 0      | 1                | 0                | 0                | ―                     | ―                     | ―                     | 7     | 0     | 0      |
| S. B. V. Vitesse · Países Bajos | 2.ª           | 2024-25       | 15    | 9     | 4      | 1                | 0                | 0                | ―                     | ―                     | ―                     | 16    | 9     | 4      |
| S. B. V. Vitesse · Países Bajos | Total club    | Total club    | 35    | 9     | 4      | 2                | 0                | 0                | 0                     | 0                     | 0                     | 37    | 9     | 4      |
| Total carrera                   | Total carrera | Total carrera | 35    | 9     | 4      | 2                | 0                | 0                | 0                     | 0                     | 0                     | 37    | 9     | 4      |